# Trichocline auriculata
Trichocline auriculata là một loài thực vật có hoa trong họ Cúc. Loài này được (Wedd.) Hieron. miêu tả khoa học đầu tiên năm 1896.